# Héctor Quiñones
Héctor Andrés Quiñones Cortés (Barbacoas, 17 maart 1992) is een Colombiaans voormalig voetballer die doorgaans speelde als middenvelder. Tussen 2009 en 2022 was hij actief voor Deportivo Cali, Atlético Junior, FC Porto, FC Porto B, Penafiel, Millonarios, opnieuw Atlético Junior, Paços de Ferreira en América de Cali.

## Clubcarrière
Quiñones speelde in de jeugdopleiding van Deportivo Cali. Bij die club maakte hij in 2010 zijn debuur. Hij speelde er uiteindelijk na zijn debuutduel één heel seizoen, waarin hij de Colombiaanse beker won. Daarna vertrok hij naar Atlético Junior. Daar speelde hij dermate goed, dat er verschillende internationale clubs interesse in de Colombiaan hadden.
FC Porto sloeg uiteindelijk toe. Quiñones debuteerde op 23 februari 2013, in het duel tegen Rio Ave (2–0 winst). Verder kwam de Colombiaan twee seizoenen vooral uit voor FC Porto B in de Segunda Liga. In het seizoen 2012/13 eindigde dat team tweede. Doordat het niet mocht promoveren als belofteteam, stootte Penafiel door naar de Primeira Liga. Het seizoen erop werd Quiñones op huurbasis gestald bij die club. Na een jaar keerde de middenvelder terug bij Porto, maar na een half jaar mocht hij weer vertrekken.
Hierop keerde hij terug naar Colombia, waar hij ging spelen voor Millonarios. Een jaar later verkaste hij binnen Colombia naar Atlético Junior. Hier speelde de verdediger een halfjaar, alvorens hij naar Paços de Ferreira trok. Die club verhuurde Quiñones medio 2018 aan América de Cali. Na afloop van de verhuurperiode nam die club hem definitief over en hij tekende voor één jaar. Eind 2021 verliep zijn verbintenis, waarop hij de club verliet. Quiñones besloot hierop op negenentwintigjarige leeftijd een punt te zetten achter zijn actieve loopbaan.

## Clubstatistieken
| Seizoen | Club              | Competitie    | Competitie | Competitie | Beker | Beker | Internationaal | Internationaal | Totaal | Totaal |
| Seizoen | Club              | Competitie    | Wed.       | Dlp.       | Wed.  | Dlp.  | Wed.           | Dlp.           | Wed.   | Dlp.   |
| ------- | ----------------- | ------------- | ---------- | ---------- | ----- | ----- | -------------- | -------------- | ------ | ------ |
| 2010    | Deportivo Cali    | Primera A     | 5          | 0          | 0     | 0     | —              | —              | 5      | 0      |
| 2011    | Deportivo Cali    | Primera A     | 15         | 0          | 1     | 0     | —              | —              | 16     | 0      |
| 2012    | Atlético Junior   | Primera A     | 10         | 1          | 1     | 0     | 5              | 1              | 16     | 2      |
| 2012/13 | FC Porto          | Primeira Liga | 1          | 0          | 1     | 0     | 0              | 0              | 2      | 0      |
| 2012/13 | FC Porto B        | Segunda Liga  | 20         | 0          | —     | —     | —              | —              | 20     | 0      |
| 2013/14 | FC Porto B        | Segunda Liga  | 33         | 0          | —     | —     | —              | —              | 33     | 0      |
| 2014/15 | → Penafiel        | Primeira Liga | 24         | 3          | 6     | 0     | —              | —              | 30     | 3      |
| 2016    | Millonarios       | Primera A     | 10         | 0          | 6     | 0     | —              | —              | 16     | 0      |
| 2017    | Atlético Junior   | Primera A     | 3          | 0          | 3     | 0     | 4              | 0              | 10     | 0      |
| 2017/18 | Paços de Ferreira | Primeira Liga | 17         | 1          | 1     | 0     | —              | —              | 18     | 1      |
| 2018    | → América de Cali | Primera A     | 2          | 0          | 1     | 0     | —              | —              | 3      | 0      |
| 2019    | → América de Cali | Primera A     | 11         | 0          | 0     | 0     | —              | —              | 11     | 0      |
| 2019    | América de Cali   | Primera A     | 6          | 0          | 1     | 0     | —              | —              | 7      | 0      |
| 2020    | América de Cali   | Primera A     | 0          | 0          | 0     | 0     | —              | —              | 0      | 0      |
| 2021    | América de Cali   | Primera A     | 19         | 1          | 2     | 0     | 8              | 0              | 29     | 1      |
| Totaal  | Totaal            | Totaal        | 176        | 6          | 23    | 0     | 17             | 1              | 216    | 7      |

## Interlandcarrière
Quiñones maakte deel uit van de Colombiaanse selectie die in 2011 deelnam aan het WK –20 in eigen land. Daar verloor de ploeg van bondscoach Eduardo Lara in de kwartfinale van de latere nummer drie Mexico (3-1). Voor het Colombiaans voetbalelftal werd Quiñones slechts één keer opgeroepen. De verdediger zat eigenlijk bij de selectie voor de duels tegen Bolivia en Venezuela, maar door een blessure moest hij afhaken.

## Erelijst
| Primeira Liga | 1 | 2012/13 |